# Japonský bobtail
Japonský bobtail či též japonská krátkoocasá kočka je staré plemeno kočky domácí, chované v Japonsku již po staletí. Jako s domácí kočkou se s ní setkáváme již na vyobrazeních středověkých japonských mistrů. Po druhé světové válce byla dovezena do USA, kde se chová jako ušlechtilé plemeno s plemenným standardem. V Evropě není dosud příliš běžná. Svým exteriérem se liší jak od evropských, tak od amerických i orientálních plemen krátkosrstých koček. Nemá nic společného s manskými bezocasými kočkami a její celkový výraz je mezitypem mezi siamskou a evropskou krátkosrstou kočkou, ale s typickým krátkým ocasem.

## Popis
Je to středně velká kočka s protáhlým, poměrně silným a dobře osvaleným, ale štíhlým tělem, na dlouhých, štíhlých a vysokých končetinách, z nichž zadní jsou delší než přední, ale jsou poněkud podsunuty pod tělo, takže hřbet je normálně v rovině a převýšení zádi je vidět, jen když kočka napjatě stojí. Tlapky mají oválné a středně velké. Typickým znakem tohoto plemena je krátký ocas, který je nesen prohnutě nahoru, takže budí dojem jen 5 až 7 centimetrové délky, ačkoliv je skutečné délky 10 až 12 cm. Ocas je porostlý do všech stran trčícími chlupy, které jsou delší než srst na těle, takže vypadá jako střapec nebo ocas králíka. Ocasní obratle jsou obyčejně silné a časo více ztuhlé než pohyblivé, takže vytvářejí buď rovnou, nebo zakřivenou linii. Hlava tvoří rovnostranný trojúhelník s měkkými liniemi, s vysokými lícními kostmi, dlouhým nosem se stopem, výrazným pinčem a velkýma, v pravém úhlu postavenýma ušima. Čenich je široký a tupý. Oči mají velké, oválné a šikmo postavené. Srst mají středně dlouhou, jemnou a hedvábnou, bez zřetelné podsady. Toto plemeno koček nelíná. Mezi vady se řadí krátká a kulatá hlava, chybějící ocasní obratle, chybějící typický střapec, normální ocas s přilehlou srstí, kostní změny, atd.
Tradiční zbarvení japonských mi-ke koček je želvovinové s bílou (tj. tříbarevné - černočervenobílé). Barva očí by měla odpovídat barvě srsti.

## Genetika
Za krátký ocas kurilského bobtaila je zodpovědný recesivní gen. Obecně platí, že všechna koťata narozená páru japonských bobtailů s krátkými ocasy budou mít rovněž krátký ocas, pokud však jeden z rodičů je dlouhoocasý, je pravděpodobné, že i některá koťata budou dlouhoocasá. Na rozdíl od manské krátkoocasé kočky nemá mutace způsobující krátký ocas souvislost s dalšími zdravotními problémy či kosterními defekty. Gen pouze ovlivňuje počet obratlů v ocasní části páteře.